# Lucio Calpurnio Pisón Frugi Liciniano
Lucio Calpurnio Pisón Frugi Liciniano (38- 15 de enero del 69) fue un noble romano que vivió durante el siglo I. Fue adoptado por el emperador romano Galba como su heredero al trono, sólo para ser asesinado durante el año de los cuatro emperadores el mismo día que Galba.

## Familia
Miembro de una familia aristocrática, Pisón fue uno de los hijos de  Marco Licinio Craso Frugi (cónsul 27) y Escribonia, tenía ascendencia  con dos de los triunviros, Cneo Pompeyo Magno y Craso. Es descrito por Suetonio como un "joven apuesto y educado".

## Carrera política
Cuando el anciano emperador Galba estaba eligiendo a un heredero, Tito Vinio propuso a Otón, pero Galba, siguiendo el consejo de Cornelio Lacón, se decantó por el joven Pisón y lo llevó al campamento pretoriano, donde lo adoptó públicamente.
Pisón fue declarado heredero oficial de Galba el 10 de enero del 69, y fue designado a fortalecer la posición de Galba cuando dos legiones de la Germania Superior se amotinaron contra el emperador. 
Otón, que esperaba ser elegido como heredero, se sorprendió y decepcionó con la decisión de Galba, y aprovechando el descontento de varios miembros de la guardia pretoriana y de los soldados contra el emperador, conspiró para asesinarlo a él y a su heredero.
El 15 de enero del 69, Galba fue asesinado en la calle por decenas de soldados. Solo el centurión Sempronio Denso intentó defenderlo aunque, según el historiador Tácito, no fue a Galba sino a Pisón a quien el centurión defendió.
Pisón se refugió en el templo de las vírgenes vestales, y fue descubierto por dos soldados: Estayo Murco (de la guardia pretoriana) y
Sulpicio Floro (un auxiliar británico a quien Galba acababa de conceder la ciudadanía romana).
Ambos lo arrastraron fuera del templo y lo degollaron. Pisón tenía treinta y un años. Los dos soldados, tras matarlo, lo decapitaron y presentaron la cabeza ante Otón.
El historiador Tácito afirma que Otón «estudió la cabeza cortada de la víctima con peculiar malevolencia, como si sus ojos nunca pudieran beber hasta saciarse». La muerte de Pisón no fue suficiente: Otón también hizo matar a Cornelio Lacón
Ciento veinte personas intentaron atribuirse el mérito de haber matado a Galba y a Pisón, esperando ser recompensadas, y para ello se hizo una lista con sus nombres. Sin embargo, cuando Otón fue depuesto por Vitelio, el nuevo emperador encontró la lista y ordenó ejecutarlos a todos.